# NGC 6803
NGC 6803 é uma nebulosa planetária na direção da constelação de Aquila. O objeto foi descoberto pelo astrônomo Edward Pickering em 1882, usando um telescópio refrator com abertura de 15 polegadas. Devido a sua moderada magnitude aparente (+11,4), é visível apenas com telescópios amadores ou com equipamentos superiores. 